# Як вони вкрали у нас гру

Як вони вкрали у нас гру (англ. How They Stole the Game) — книга британського письменника Дейвіда Єллопа, що розповідає про комерціалізацію футболу та корупцію у найвищих ешелонах ФІФА.

## Загальна інформація
Вперше книга Дейвіда Єллопа «How They Stole the Game» побачила світ 16 квітня 1999 року. У книзі автор описує найцікавіші моменти світового футболу другої половини XX сторіччя, розповідаючи читачам, як мінялося обличчя гри під впливом закулісних інтриг та корупційних оборудок за участі найвищого керівництва ФІФА. Зокрема, дуже детально описується участь у комерціалізації футболу колишнього президента Федерації Жуау Авеланжа та його наступника Зеппа Блаттера. Оповідь базується на численних спогадах та інтерв'ю провідних футбольних діячів.
Книга викликала серйозний резонанс у світових навколофутбольних колах. ФІФА намагалася усіма доступними способами заборонити книгу та перешкодити її поширенню і навіть позивалася до автора, звинувачуючи його у наклепах. Втім, восени 2011 року було видано оновлену та суттєво доповнену редакцію книги, що охопила також події 12 років, які пройшли від моменту дебютного видання.
Влітку 2012 року видавництво «Темпора» вперше опублікувало книгу українською мовою. Переклад з англійської здійснив Олександр Стукало.